# Abertamy
Abertamy är en stad i Tjeckien.   Den ligger i regionen Karlovy Vary, i den västra delen av landet, 120 km väster om huvudstaden Prag. Abertamy ligger 891 meter över havet och antalet invånare är 1 315.
Terrängen runt Abertamy är huvudsakligen kuperad, men åt nordost är den platt.Runt Abertamy är det ganska tätbefolkat, med 58 invånare per kvadratkilometer. Närmaste större samhälle är Karlovy Vary, 15,6 km söder om Abertamy. I omgivningarna runt Abertamy växer i huvudsak blandskog.